# Conus guercinus
Conus guercinus é uma espécie de gastrópode do gênero Conus, pertencente a família Conidae.